# Chenopodiopsis
Chenopodiopsis är ett släkte av flenörtsväxter. Chenopodiopsis ingår i familjen flenörtsväxter.
Kladogram enligt Catalogue of Life:
| Chenopodiopsis | \| \| Chenopodiopsis chenopodioides \| \| \| \| \| \| Chenopodiopsis hirta \| \| \| \| \| \| Chenopodiopsis retrorsa \| \| \| \| |
|                | \| \| Chenopodiopsis chenopodioides \| \| \| \| \| \| Chenopodiopsis hirta \| \| \| \| \| \| Chenopodiopsis retrorsa \| \| \| \| |
|                | Chenopodiopsis chenopodioides |
|                | |
|                | Chenopodiopsis hirta |
|                | |
|                | Chenopodiopsis retrorsa |
|                | |